# Вебер, Август (политик)
Август Вильгельм Вебер (нем. August Willhelm Weber; 31 января 1829, Дармштадт, — 11 октября 1900, там же) — министр финансов Великого герцогства Гессен в 1884—1898 годах.

## Биография
Родился в семье генерального государственного прокуратора Готфрида Якоба Вебера (1779—1839). Изначально был протестантом, но затем принял католичество. В 1858 году женился на Антонии Эммерлинг (1833—1930), дочери генерального государственного прокуратора и члена ландтага Георга Людвига Августа Эммерлинга (1797—1867). Их сын Август Карл Вебер (1859—1940) также стал видным гессенским чиновником.
После получения аттестата зрелости Вебер изучал правоведение в Гисене. В 1846 году во время учебы он стал членом братства Allemannia Gießen. Испытательный срок для поступления на судебную службу проходил в придворном суде и в 1857 году, как асессор, получил оплачиваемую должность судьи в дармштадтском окружном суде. В 1858 году перешёл в берфельденский окружной суд и в том же году в дармштадтский городской суд. В 1868 году, всё ещё будучи асессором, перешел в дармштадтский придворный суд и в следующем году стал его советником. В 1868 году стал председателем национального Общества Красного Креста и занимал этот пост 30 лет.
В 1875 году стал советником министерства внутренних дел и юстиции.
В 1877 году стал юридическим консультантом и вторым правительственным комиссаром при Гессенском железнодорожном обществе Людвига, исполняя эти обязанности до 1884 года.
В 1878 и 1881 годах (23-й и 24-й созывы ландтага) был комиссаром ландтага, а также членом государевой указующей комиссии второй палаты ландтага.
С 1879 года состоял в экзаменационной комиссии по юридической и административной специальности, директором которой он стал в 1884 году.
В 1884 году великий герцог Людвиг III назначил Вебера управляющим министерства финансов (с 1890 года — министром).
В 1887 году Вебер получил чин действительного тайного советника.
В 1898 году вышел в отставку.

## Награды
- 1871. Железный крест II класса.
- 1872. Крест Заслуг за 1870-71 годы[нем.].
- 1872. Рыцарский крест ордена Альбрехта.
- 1872. Орден Ольги.
- 1883. Памятный знак Российского Красного Креста.
- 1886. Рыцарский крест 1-го класса ордена Людвига.
- 1896. Орден Святой Анны I степени.
- 1897. Орден Короны 1-го класса.
- 1898. Большой крест с короной ордена Филиппа Великодушного.